# Woestijnplevier
De woestijnplevier (Anarhynchus leschenaultii) is een waadvogel uit de familie van plevieren (Charadriidae).

## Kenmerken
Het verenkleed van het mannetje is aan de bovenzijde grijsbruin en de aan onderzijde wit. De kop is eveneens wit. Verder heeft de vogel een grijsbruine kruin, een zwarte snavel en korte donkere poten. Het zomerkleed toont een zwarte staart, een zwarte oogstreep, terwijl de borstrand en kruin een roestrode rand bevatten. De lichaamslengte bedraagt ongeveer 25 cm.

## Leefwijze
Het voedsel bestaat uit insecten, wormen en weekdiertjes.

## Voortplanting
Het legsel bestaat meestal uit vijf eieren, die worden gelegd in een nest in een kuiltje op de grond.

## Verspreiding en leefgebied
Deze soort komt voor in de halfwoestijnen van Turkije en oostwaarts door Centraal-Azië. Ze overwinteren op zandstranden in Oost-Afrika, Zuid-Azië en Australazië.
De soort telt drie ondersoorten:
- Anarhynchus leschenaultii columbinus: van Turkije tot zuidelijk Afghanistan.
- Anarhynchus leschenaultii scythicus: Turkmenistan via zuidelijk Kazachstan.
- Anarhynchus leschenaultii leschenaultii: van westelijk China tot zuidelijk Mongolië en zuidelijk Siberië.

## Voorkomen in Nederland
In Nederland is de soort een dwaalgast die in totaal 15 keer (tot 2021) is waargenomen.

## Status
De grootte van de populatie is in 2016 geschat op 100-225 duizend volwassen vogels. Op de Rode lijst van de IUCN heeft deze soort de status niet bedreigd.